# توم كورا
توم كورا (بالإنجليزية: Tom Cora)‏ هو ملحن أمريكي، ولد في 14 سبتمبر 1953 في ريتشموند في الولايات المتحدة، وتوفي في 9 أبريل 1998 في دراغينيان في فرنسا بسبب ورم ميلانيني.

## وصلات خارجية
- توم كورا على موقع ميوزك برينز (الإنجليزية)
- توم كورا على موقع قاعدة بيانات برودواي على الإنترنت (الإنجليزية)
- توم كورا على موقع إن إن دي بي (الإنجليزية)
- توم كورا على موقع أول ميوزيك (الإنجليزية)
- توم كورا على موقع ديسكوغز (الإنجليزية)